# Mitrasacme erophila
Mitrasacme erophila är en tvåhjärtbladig växtart. Mitrasacme erophila ingår i släktet Mitrasacme och familjen Loganiaceae.

## Underarter
Arten delas in i följande underarter:
- M. e. erophila
- M. e. grandiflora